# NGC 3217
NGC 3217 est une galaxie spirale barrée relativement éloignée et située dans la constellation du Lion. Sa vitesse par rapport au fond diffus cosmologique est de 9 910 ± 24 km/s, ce qui correspond à une distance de Hubble de 146 ± 10 Mpc (∼476 millions d'al). NGC 3217 a été découverte par l'astronome américain David Peck Todd en 1878. Cette galaxie a aussi été observée par l'astronome français Stéphane Javelle le 18 avril 1893 et elle a été inscrite à l'Index Catalogue sous la désignation IC 606.
L'image du relevé SDSS montre clairement la présence d'une barre traversant le centre de cette galaxie. Seule le professeur Seligman semble l'avoir remarqué et sa classification de spirale barrée apparait la meilleure.
NGC 3217 est une galaxie dont le noyau brille dans le domaine de l'ultraviolet. Elle est inscrite dans le catalogue de Markarian sous la désignation Mrk 721 (MK 721).
Selon la base de données Simbad, NGC 3217 est une radiogalaxie.